# Trillingbukta
Die Trillingbukta (norwegisch für Drillingsbucht) ist eine kleine Nebenbucht im Osten der Lützow-Holm-Bucht an der Prinz-Harald-Küste des ostantarktischen Königin-Maud-Lands. Sie liegt unmittelbar südlich der Landspitze Skarvsnes.
Norwegische Kartographen kartierten die Bucht anhand von Luftaufnahmen der Lars-Christensen-Expedition 1936/37. Sie benannten sie in Anlehnung an die Benennung der benachbarten Inselgruppe Trillingøyane.